# Parapsoriasi a piccole placche
La parapsoriasi a piccole placche o a piccole chiazze è una forma di parapsoriasi che si manifesta con lesioni cutanee rotonde od ovaleggianti, leggermente in rilievo, localizzate soprattutto sul tronco. Accanto alla forma classica, in cui le lesioni cutanee appaiono rossastre, se ne riconoscono due varianti: la Xanthoerythrodermia perstans, che si manifesta con placche cutanee giallastre e la Digitate dermatosis, che si manifesta con chiazze a forma di dito che si distribuiscono abbastanza simmetricamente sui fianchi.